# 五味孝氏
五味 孝氏（本名　五味孝(ごみたかし)1965年12月9日 - ）は、日本のミュージシャン、ギタリスト。ビーイング所属。T-BOLANのメンバー。

## 来歴
- 1990年 - 森友嵐士の勧誘でT-BOLANを結成。ギターを担当。
- 1991年 - 川島だりあ作詞・作曲のT-BOLANシングル「悲しみが痛いよ」でデビュー。
- 1997年 - オムニバスアルバム『Guitar Monster Vol.1』内「ROCKS」でソロデビュー。ギターのみならず、全てのパートを一人で担当。
- 1998年 - ZARDのレコーディングに参加。
- 1999年 - T-BOLANを解散。
- 2000年 - 相川七瀬のライブツアー Live Emotion 2000 FOXTROTに参加。
- 2003年 - 八木さやかとのユニットTayu-Tafuを結成。
- 2005年 - 八木さやか、矢島悦子との3PバンドSuper Girl' juiceを結成。ドラムを担当。
- 2010年 - electro53を結成[2]。
- 2017年 - T-BOLAN再始動。
- 2023年 - Takashi Gomi ～First Live Tour My Fear Roots Music～を開催[3]。
- 2024年 - GOMI TAKASHI 2ND TOUR 2024「ARE YOU STILL BEING FOOLED？」を開催[4]。
- 2025年　- 渋谷すばるのトークイベントライブにサポートギタリストとして参加[5]。

## レコーディング参加
- ZARD

「息もできない」
- TWINZER

「She's in love」
- 春名俊希（蒼遥和・咲井一希）[6]

「Ruby Thursday」
- 森友嵐士

「One Room」
- CHIROLYN

アルバム『White Devil』（2018年9月25日）